# Heinrich Höfflinger
Heinrich W. Höfflinger (* 10. Februar 1882 in Wien; † 27. Mai 1963 ebenda) war ein österreichischer Offizier, Bankier, Genealoge und Publizist. Er war österreichischer Statthalter des Ritterordens vom Heiligen Grab zu Jerusalem.

## Leben
Heinrich Höfflinger studierte Rechtswissenschaften an der Universität Wien und wurde 1906 promoviert. Er war kaiserlich und königlicher Offizier der Donaumonarchie, zuletzt in einem Rang eines Oberstleutnants. Er war bis 1925 Vize-Präsident der „M. L. Biedermann & Co. Bankaktiengesellschaft“ und beriet den europäischen Hochadel in Finanzgeschäften. Er war von 1910 bis 1925 Sekretär des „Wiener Adressbuchs“ und später 2. Vize-Präsident der Heraldisch-Genealogischen Gesellschaft „Adler“ und Redakteur des Monatsblattes „Adler“ sowie des Jahrbuchs. Er engagierte sich zusammen mit Eduard Gaston Pöttickh von Pettenegg und Hugo Gerard Ströhl für Genealogie und Heraldik sowie Wappen-, Wappenrecht und Urkundenkunde. Höfflinger war letzter privater Besitzer des Ingeram-Codex. In seiner bedeutenden Sammlung heraldisch-genealogischer Manuskripte befand sich unter anderem ein Original-Wappenbuch des Ordens von Goldenen Vlies. 1922 gründete er mit Alfred Anthony von Siegenfeld ein eigenes Institut für Familienrecht und Wappenkunde, das bsp. das Wappen für das neue Bundesland Burgenland gestaltete. Zudem veröffentlichte man zahlreiche Aufsätze und war Herausgeber von Werken wie des Wiener Matrikenbuchs von Rudolf Geyer.
Höfflinger heiratete am 1. Juli 1944 Ferdinandine Johanna Nepomucena (Nandine) Gräfin Károlyi von Nagykároly, die aus einer der ältesten ungarischen Adelsfamilien stammte und vormals mit Leopold Graf Berchtold (1863–1942) verheiratet war.
1913 wurde er als k.u.k. Offizier am Heiligen Grab in Jerusalem zum Ritter geschlagen, zuletzt Großkreuzträger mit Stern.
1943 wurde er vom Rektor und ständigen Administrator des Ritterordens vom Heiligen Grab zu Jerusalem, Luigi Barlassina, dem Patriarchen von Jerusalem, zum Statthalter des Ritterordens vom Heiligen Grab zu Jerusalem in Österreich ernannt, aufgrund der Kriegswirren des Zweiten Weltkrieges als kommissarischer Statthalter. Als Großprior stand ihm Abt Hugo Presch OCist zur Seite. Mit Neuordnung des Ordens in der Nachkriegszeit erfolgte durch den neuen Kardinalgroßmeister Nicola Kardinal Canali 1949 die Ernennung zum Regenten (Reggente) der Statthalterei der österreichischen Ordensprovinz.
Er war Ehrenmitglied des Ordens der Barmherzigen Brüder.

## Schriften
- Briefadel bei den Westgoten nach der Lex Wisigothorum, in: Monatsblatt der Kais. Kgl. Heraldischen Gesellschaft Adler, Bd.V, Wien 1903, 196–198
- Die Entwicklung eines germanischen Briefadels auf oströmischer Grundlage, Gerold 1904 / JB Adler 1904
- Wappen- und Adels-Verleihungen seitens der Wiener Universität, Gerold 1905 / JB Adler 1905
- Das Siegel in den germanischen Volksrechten, JB Adler 1905
- Die Semperbarones im Recht und in der Geschichte, in: Monatsblatt Adler 5 (1901–1905), 257f
- Über das Recht uneheliche Kinder auf den Namen, Adel und das Wappen ihres Vaters nach dem Josefinischen Gesetzbuche und den dazu erflossenen Novellen, JB Adler 1908
- Die Goldene Bulle Kaiser Karls IV., 1908 in: Vierteljahrschrift für Social- und Wirtschaftsgeschichte[10]
- Ein offizielles Verzeichnis des Stadtadels von St. Pölten aus dem Jahre 1643, JB Adler 1909
- Die Adels- u. Wappenbriefe des Namens Mayer in allen seinen Schreibungen, JB Adler 1911
- Eine Chronik der Pöttinger: nunmehrigen Grafen Pötting und Persing im Schlossarchiv zu Greillenstein, JB Adler 1912
- Eine Chronik der Grafen Schrattenbach, JB Adler 1913

sowie als Redakteur und Herausgeber:
- Wiener genealogisches Taschenbuch, Jg. 1–5. Wien 1905–1912/13
- Monatsblätter der Heraldisch-Genealogischen Gesellschaft „Adler“ 1910–1925
- Jahrbuch der Heraldisch-Genealogischen Gesellschaft „Adler“ 1910–1925